# 브랜즈컴 리치먼드

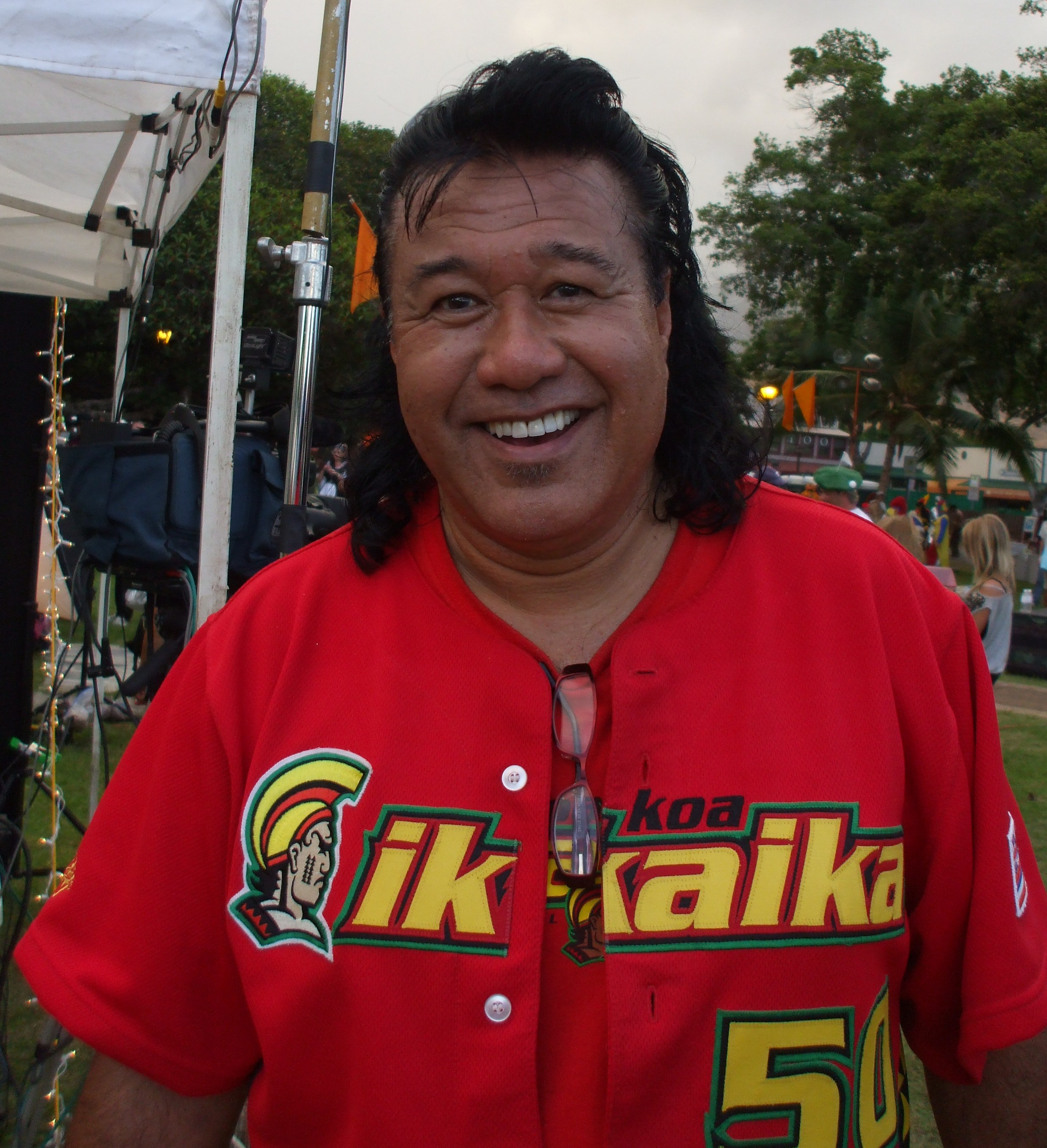

브랜즈컴 리치먼드(영어: Branscombe Richmond, 1955년 8월 8일 ~ )는 미국의 배우이다.
로스앤젤레스에서 태어났다. 아버지는 타히티 출신이며, 잉글랜드, 아메리카 원주민, 하와이, 폴리네시아, 스페인, 포르투갈 혈통을 가졌다.

## 영화
- 쿨레아나 (2017년)
- 마이크와 데이브는 데이트 상대가 필요해 (2016년)
- 본 투 라이드 (2011년)
- 소울 서퍼 (2011년) - 벤 역
- 마이 프리텐드 와이프 (2011년) - 바텐더 역
- 잃어버린 세계를 찾아서 2 : 신비의 섬 (2011년) - 여행 가이드 역
- 테이큰 바이 포스 (2010년)
- 엔젤스 위드 엔젤스 (2005년)
- 컷터 (2005년)
- Black Cloud (2004)
- 스콜피온 킹 (2002년) - 제숩 역
- LA 커넥션 (1995년)
- 라스베가스 캅 (1994년)
- 정의의 사총사 (1994년)
- CIA 암호명 알렉사 2 (1993년)
- 다빈치 워 (1993년)
- 인사이드 에지 (1993년)
- 죽음의 반지 (1993년)
- 네미시스 (1993년)
- 킬링 머신 (1991, Sweet Justice)
- 배트맨 2 (1992년)
- 아이언 이글 3 (1992년)
- 그랜드 캐년 (1991년)
- 테이킹 베버리힐즈 (1991년)
- 내 사랑 컬리 수 (1991년)
- 리틀 도쿄 (1991년)
- 폭설 (1990년)
- 엘 디아블로 (1990년)
- 복수무정 (1990년)
- 케이지 (1989년)
- 강력계의 영웅 (1988년)
- 하이웨이맨 (1987년)
- 베스트 셀러 (1987년)
- 노 세이프 (1987년)
- 히든 (1987년)
- 네버 투 영 투 다이 (1986년)
- 코만도 (1985년)
- 립타이드 (1984년)
- 데스 문 (1978년)
- 위험한 열차 (1977년)
- 맥아더 (1977년)

### 텔레비전
- 6백만 달러의 사나이 (1976-77)
- 매그넘 P.I. (1980-87)
- A 특공대 (1985-86)
- 레니게이드 (1992-97)